# Pylyp Orlyk

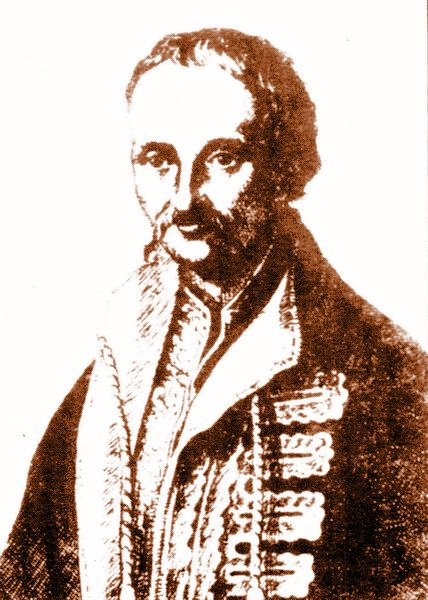
Pylyp Orlyk

Pylyp Stepanowitsch Orlyk (lateinisch: Philippus Orlik, ukrainisch Пилип Степанович Орлик, schwedisch Filip Orlik; * 21. Oktober 1672 in Kasuta/Kosuta bei Wilejka, nördlich von Minsk; † 24. Mai 1742 in Jassy) war ein Führer der Saporoscher Kosaken und engster Mitarbeiter des ukrainischen Kosaken-Hetmans Iwan Masepa. In der Ukraine wird er als Patriot verehrt.

## Leben

### Herkunft und Ausbildung

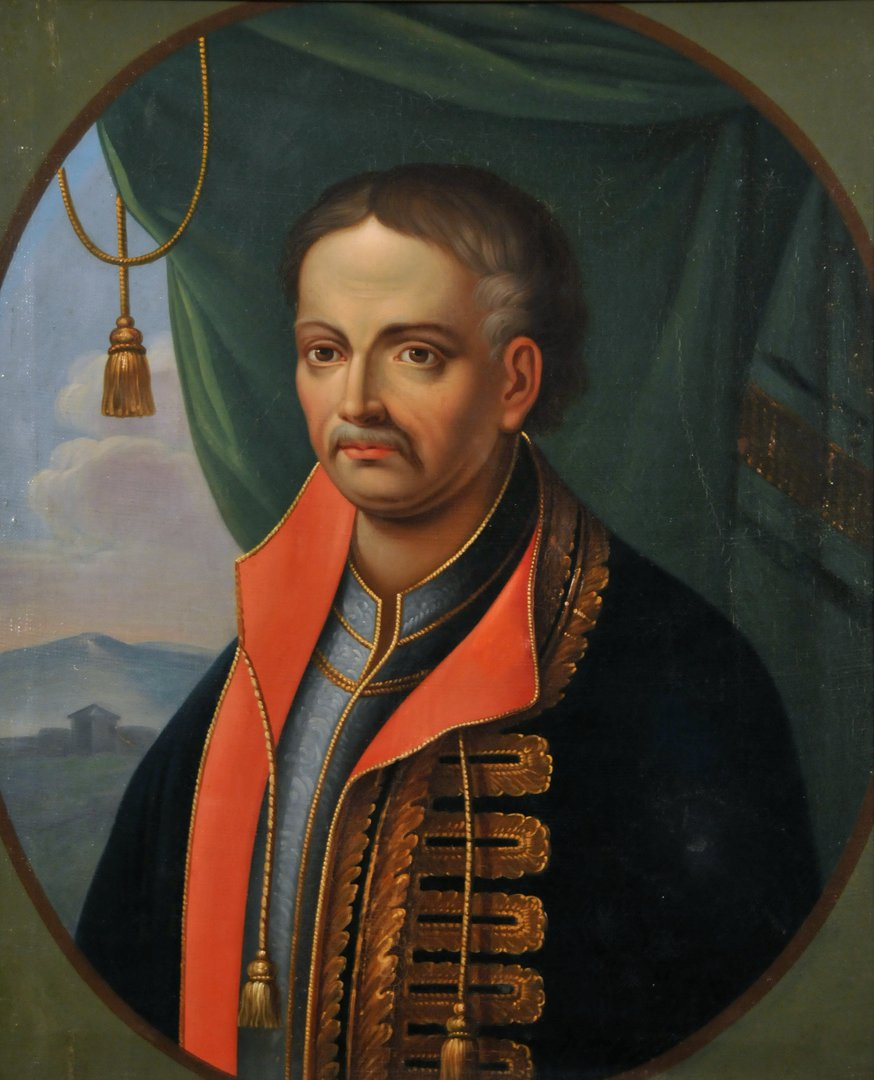
Kosakenführer-Porträt aus dem 19. Jahrhundert, dass entweder Orlyk oder Masepa darstellt.

Pylyp Orlyk stammte väterlicherseits vermutlich von Nachkommen tschechischer Einwanderer (Orlik) ab, die während der Hussitenkriege nach Polen-Litauen geflohen waren. Sein Vater Stepan Orlik war Katholik und polnischer Armeeoffizier, der lange in der polnisch-litauischen Armee gedient hatte. Er wurde ein Jahr nach Pylyps Geburt in der Schlacht bei Chotyn getötet. Seine Mutter Iryna Malachowska stammte aus der christlich-orthodoxen, litauisch-weißrussischen Adelsfamilie Malachowski.
Orlyk studierte am Jesuitenkolleg in Vilnius sowie am Mohyla Collegium in Kiew und erhielt an diesen Orten eine solide Ausbildung, so dass er unter anderem in der Lage war, flüssig auf Latein, Deutsch, Französisch und Polnisch zu schreiben. 1694 beendete er seine Studien in Kiew.

### Kosakenanführer
Von 1698 bis 1700 war Orlyk Sekretär des Metropoliten von Kiew. Nach 1700 stieg er zum Führer der Saporoscher Kosaken auf. Im Jahr 1706 wurde er Generalkanzler des Hetmans in der Residenzstadt Baturyn und war in den folgenden drei Jahren dessen wichtigster Berater. Seine Kosaken bildeten den Kern der Rebellion von Iwan Masepa, die jedoch in die katastrophale Niederlage in der Schlacht bei Poltawa am 8. Juli 1709 mündete. Nach der Niederlage flüchteten Masepa und Orlyk zusammen mit dem verbündeten schwedischen König Karl XII. über den Dnister nach Bender ins damalige Fürstentum Moldau, heute Moldawien bzw. Transnistrien. Auf ihrer Flucht überquerten sie bei Perewolotschna den Dnjepr, kamen am 6. Juli 1709 nach Otschakow und erreichten schließlich am 1. August das am Westufer des Dnister gelegene Bender. Zunächst lagerten sie jedoch auf der gegenüberliegenden Seite des Flusses und überquerten diesen erst, als die Russen heranrückten. In Bender starb Iwan Masepa am 22. September 1709 an den Folgen eines Schlaganfalls. Er wurde zunächst in Varniţa, einem Vorort im Norden von Bender, begraben und später nach Galatz umgebettet. Die am Zusammenfluss von Pruth und Donau gelegene Stadt Galatz gehörte damals zum Fürstentums Moldau und liegt heute in Rumänien. Mazepas Anhänger wählten seinen Generalkanzler Pylyp Orlyk zum Nachfolger. Am 5. April 1710 legte dieser in Bender seinen Eid als Hetman ab. Danach bestätigte ebenfalls der schwedische König Karl XII. in einer Urkunde vom 10. Mai 1710 Pylyp Orlyks Ernennung zum neuen Hetman der ukrainischen Kosaken im Exil. Orlyk erarbeitete eine freiheitliche Verfassung für das Hetmanat – eine der ersten ihrer Art in Europa. Im daraufhin ausbrechenden Krieg der osmanischen Türken mit Russland fiel Orlyk mit osmanischer und krimtatarischer Hilfe in die russische Ukraine ein. Den von Russlands Zar Peter dem Großen bereits 1708 anstelle Masepas eingesetzten Hetman Iwan Skoropadskyj konnte er zwar nicht vertreiben, die seinen Horden unerwartet gelungene "Gefangennahme" des Zaren auf dem Schlachtfeld am Pruth aber ermöglichte dem Osmanischen Reich 1711 einen vorteilhaften Frieden: Die Russen mussten Lösegeld zahlen, den Hafen Asow zurückgeben, und zumindest die Saporoscher Kosaken unterstellten ihr Gebiet dem osmanischen Sultan bzw. dem Khan der Krimtataren.

### Im Exil
Im Herbst 1714 ging Pylyp Orlyk mit seiner gesamten Familie im Gefolge des schwedischen Königs Karl XII. von Bender über Wien nach Schweden ins Exil. Der schwedische Tross kam im Frühjahr 1715 in Stralsund an und die Familie hielt sich zunächst bis 1716 auf Rügen auf. Danach zog die Familie im Herbst 1716 über Ystad nach Kristianstad in Skåne, wo sie unter finanziell schwierigen Bedingungen bis 1719 wohnte und wo Pylyp Orlyk sich mit 4386 schwedischen Reichstalern verschuldete. Von 1719 bis 1720 lebte er in Stockholm. Nach Karls Tod im Dezember 1718 wurde dessen Schwester Ulrika Eleonore Königin von Schweden und der Große Nordische Krieg konnte endlich zu Ende gebracht werden. Nach dem Frieden von Stockholm und dem Frieden von Frederiksborg sah es im Sommer 1720 zunächst so aus, dass eine große Koalition zwischen den bestimmenden europäischen Mächten sowie der osmanischen Pforte im Entstehen war, die sich vereint gegen den Zaren in Moskau kehren würde. Auf diesen Moment hatte Pylyp Orlyk lange gewartet. Auch finanziell stand er nun besser da, weil ihm inzwischen 20'000 Silbertaler aus der schwedischen Reichskasse ausbezahlt worden waren. Während der Feldzüge 1708/1709 hatte Iwan Masepa Karl XII. die Summe von 60'000 Silbertaler aus der Kriegskasse der Kosaken geliehen, doch war ihm das Geld bis zu Karls Tod 1718 nicht zurückerstattet worden. Nun hatte er am Ende ein Drittel zurückbekommen. Am 11. Oktober 1720 reiste er mit seinem ältesten Sohn Peter Gregor und seinem Sekretär Kapitän de Cloirs von Stockholm nach Ystad, um dort an Bord eines Schiffes nach Lübeck zu gehen und Schweden für immer zu verlassen. Um russischen Spähern aus dem Weg zu gehen, reiste er über Hamburg, Hannover Thüringen, und Prag ins damals noch habsburgische Breslau, wo die Reisenden Ende Januar, 1721 eintrafen und vorerst blieben. Später zogen sie dann weiter nach Krakau, wo sie am 21. April ankamen. Seine Familie reiste dagegen direkt über Preußen nach Breslau. In Krakau traf er auch auf seinen Schwager Iwan Herzik. Doch hier erreichten ihn schlechte Neuigkeiten. Man bedeutete ihm, dass es besser sei, wenn er sich um einen Ausgleich mit dem russischen Zaren bemühen würde. Inzwischen hatte nämlich eine Entwicklung eingesetzt, die alle seine Träume und Pläne zunichtemachen sollte. Schweden hatte sich im Laufe des Jahres 1721 entschieden, seine europäischen Großmachtsambitionen gegenüber dem russischen Zaren endgültig aufzugeben. Der Frieden von Nystad beendete im Spätsommer von 1721 den Großen Nordischen Krieg zwischen Schweden und Russland. In seiner Verzweiflung hatte Orlyk im Juni 1721 über Vermittlung von Johan Segersten Stenflycht (1681–1758), holsteinischer Sendbote in St. Petersburg, noch einen Brief an den russischen Prälaten und Metropoliten von Rjasan, Stefan Javorskij (1658–1722), geschickt, um eine Versöhnung zu erreichen. Vergeblich. Der Brief wurde nie beantwortet. Nach einem Besuch in Frankreich reiste er weiter zum Khan auf die Halbinsel Krim. Anschließend schrieb er noch einen Brief an den schwedischen König Fredrik I., in dem er Vorschläge machte, wie man Russland erfolgversprechend angreifen könne. Doch alle Bemühungen blieben vergebens. Die Situation in Europa hatte sich grundlegend geändert.
Am 27. Februar 1722 ging er bei Chotyn allein über die Grenze ins Osmanische Reich, das er bis zu seinem Tod nicht mehr verlassen sollte. Er kam nach Jassy, der Hauptstadt des Fürstentums Moldau, wo er mit Alexander Amir, dem Übersetzer des schwedischen Königs Karl XII., zusammentraf. Danach reiste er auf dem Weg nach Konstantinopel über Bukarest und durch Bulgarien weiter nach Serres. Dort wurde ihm jedoch mitgeteilt, dass man Saloniki für ihn als dauerhaften Aufenthaltsort im Osmanischen Reich bestimmt habe. Orlik blieb bis 1734 in Saloniki und wo er fortan unter Beobachtung stand. Dort beschäftigte er sich hauptsächlich mit seinem 1720 begonnenen Tagebuch. Das 800 Seiten umfassende Werk wird Alfred Jensen zufolge in Krakau aufbewahrt. Im Gegensatz dazu erklärt Orest Subtelny jedoch, dass sich die Tagebücher aus der Zeit in Saloniki heute in Frankreich befinden. Sie sollen nach Orlyks Tod zusammen mit seiner Korrespondenz von Jassy über die französische Botschaft in Konstantinopel nach Paris gebracht worden sein. Orest Subtelny zufolge sind die Tagebücher selbst in Polnisch geschrieben und spiegeln eine pessimistische, melancholische Haltung von Orlyk in Saloniki wider. Die Korrespondenz ist hingegen in lateinischer und französischer Sprache abgefasst. Seine Frau und ein Teil der Kinder waren in Krakau zurückgeblieben und kämpften dort erneut mit großen existentiellen Problemen. So schreibt Tochter Barbara Orlik 1731 in einem Brief an den schwedischen König, dass ihr Vater in der Türkei nicht in der Lage sei, der Familie zu helfen und dass ihre Mutter in Polen so große Schulden machen musste, dass sie nicht einmal aus Krakau weggehen könnten. Seit 1735 tobte ein neuer russisch-türkischer Krieg, die Kosaken hatten erneut die Seiten gewechselt, und die Österreicher hatten sich mit den Russen gegen Türken, Krimtataren und Orlyk verbündet. Mit Hilfe des ebenfalls zum Islam konvertierten französischen Generals Claude Alexandre de Bonneval konnten die Türken zwar Österreich besiegen und auf dem Balkan zurückdrängen, doch im Frieden mit Russland musste das Osmanische Reich 1739 endgültig auf die Saporoscher Region und Asow verzichten. Seine Heimat sah Orlyk nicht mehr wieder. Näher als Bessarabien kam er der Ukraine 1734 nicht mehr. Er starb 1742 in Jassy, der Hauptstadt des Fürstentums Moldau.

## Familie
Pylyp Orlyk hatte in den 1690er Jahren Hanna Pawliwna Herzyk geheiratet. Sie war die Tochter von Pawlo Semenowytsch Herzyk, einem aus einer ursprünglich jüdischen Familie in Uman stammenden Händler, der anfangs auf dem Markt in Poltawa einen Stand für Gebrauchsartikel betrieben hatte und später zum Kosaken-Oberst des Poltawa-Regiments aufstieg. Nach seinem sozialen Aufstieg schämte er sich seiner Herkunft (sein Vater hatte sich, um den Verfolgungen während des Chmelnyzkyj-Aufstandes zu entgehen, taufen lassen) und nannte sich fortan nur noch Pawlo Semenowytsch. Nach seinem Rückzug aus dem aktiven Dienst führte er in Kiew ein strenggläubiges christlich-orthodoxes Leben und baute dort eine Kirche, in der er auch begraben wurde. Pawlo Semenowytsch Herzyk hatte einen Sohn namens Grigorij, der ebenfalls in Masepas Kosakenheer diente und mit seinem Schwager Pylyp Orlik und seiner Schwester Hanna ins Exil nach Bender und später nach Schweden ging. Er saß von 1721 bis 1728 als Gefangener in der Peter-Pauls-Festung auf der Newa-Insel in Sankt Petersburg. Ein weiterer Sohn war Iwan Herzik, der als Standartenträger ebenfalls im Kosakenheer diente.
Pylyp und Hanna hatte insgesamt acht Kinder.
- Die 1691 oder 1699 in Poltawa geborene älteste Tochter Anastasia Theodora (Nastassja) heiratete 1723 in Guhrau/Schlesien den schwedischen Edelmann und Offizier Johan Stenflycht (1681–1758). Sie hatte zwei Söhne, Carl Gustaf und Philip. Anastasia Theodora starb 1728 in Kiel.[13][18]
- Der 1702 geborene Sohn, am 5. November in Baturin auf den Namen Peter Gregor getauft, ging 1714 mit seiner Familie nach Schweden, studierte dort als Gregorius Orlik in Lund bei Andreas Rydelius, dem bekannten Professor für Metaphysik und Logik. Anschließend ging er nach Deutschland, wo er 1721 eine Stelle als Leutnant in der sächsischen Kavalleriegarde erhielt. Aufgrund eines russischen Auslieferungsantrages musste er nach fünf Jahren Deutschland wieder verlassen und machte schließlich als Pierre-Grégoire, comte d’Orlik Karriere in der französischen Armee.[19] Im Jahre 1747 heiratete er die 38 Jahre alte, reiche Tochter des Marquis de Dinteville, Louise Hélène Le Brune de Denteville. Er lebte anschließend teils auf dem Schloss der französischen Adeligen in Dinteville, teils in Commercy. Mit dem Geld seiner Frau stellte er an seinem Wohnort Commercy ein Regiment königlich schwedischer Dragoner auf, deren Kommandant er ebenfalls wurde. In diesem Regiment dienten auch die beiden Söhne seiner Schwester Anastasia, Karl Gustav und Phillip Steinflicht. Im April 1759 wurde er in der Schlacht bei Bergen verwundet und soll anschließend zur Genesung im Haus von Johann Caspar Goethe in Frankfurt einquartiert worden sein.[20] Gregor Orlik starb im November 1759 in der Schlacht bei Minden. Seine Witwe bewahrte in Dinteville seine Aufzeichnungen und die seines Vaters Pylyp Orlyk für die Nachwelt.
- Der 1704 in Baturyn geborene Sohn Mychajlo/Michal.
- Die 1707 in Baturyn geborene Tochter Warwara/Barbara.

Beide hatten Iwan Masepa zum Taufpaten. Barbara heiratete nach dem Tod ihrer älteren Schwester Anastasia Theodora deren verwitweten Ehemann Johan Steinflycht. Die Ehe blieb jedoch kinderlos. Barbara ist entweder 1734 oder 1738 gestorben.
- Der 1711 in Bender geborene Sohn Jakiw/Jakob hatte König Karl XII. von Schweden zum Taufpaten. Er starb bereits 1720 oder 1721 in Breslau.
- Die 1713 in Bender geborene Tochter Marta hatte Stanislaus I. Leszczyński zum Taufpaten.

1714 ging die gesamte Familie von Philip Orlik mit König Karl XII von Bender nach Schweden, wo sie sich zunächst ab 1715 auf Gut Grahlhof in Altefähr auf der Insel Rügen, die damals noch schwedisch war, aufhielten.
- In Altefähr kam 1715 Tochter Marina Anna zur Welt, deren Taufpaten die Schwester des schwedischen Königs Ulrika Eleonore sowie Stanislaus I. Leszczyński waren.

Danach gingen sie im Herbst 1716 nach Kristianstad und blieben dort bis 1719.
- In Kristianstad kam schließlich noch am 5. November 1718 die Tochter Katarina zur Welt, deren Taufpate Karl Gustaf Hård, der Generalgouverneur von Skåne, war. Das Kind starb jedoch schon nach kurzer Zeit.

Seit ihrem Weggang aus Bender lebte die Familie von der finanziellen Unterstützung durch den schwedischen Staat. Auch nach dem Tod von Philip Orlik zahlte Schweden weiter. Aus einem Dankesschreiben des ältesten Sohnes, Peter Gregor Orlik, aus dem Jahre 1747 geht hervor, dass seine Mutter und seine Geschwister von der schwedischen Regierung eine jährliche Pension von 1200 Reichstalern erhielten.